# قاعدة معيارية (جبر خطي)

كل متجه a في الفضاء هو تركيبة خطية من متجهات القاعدة المعيارية i و j و k.

في الرياضيات ، القاعدة المعيارية (تسمى أيضًا القاعدة الناظمية ) لفضاء متجهي ذو إحداثيات هي مجموعة المتجهات التي تكون كل إحداثياتها عدا واحدة صفرًا ، وتكون الإحداثية المستثناة تساوي 1. على سبيل المثال ، في حالة المستوى الإقليدي المكون من أزواج (x, y) من الأعداد الحقيقية، تتكون القاعدة المعيارية من المتجهات
{\displaystyle \mathbf {e} _{x}=(1,0),\quad \mathbf {e} _{y}=(0,1).}
و كذلك، فإن القاعدة المعيارية للفضاء ثلاثي الأبعاد تتكون من المتجهات
{\displaystyle \mathbf {e} _{x}=(1,0,0),\quad \mathbf {e} _{y}=(0,1,0),\quad \mathbf {e} _{z}=(0,0,1).}
هنا يشير المتجه ex في اتجاه x ، ويشير المتجه ey في اتجاه y ، ويشير المتجه ez في اتجاه z . هناك العديد من الرموز الشائعة لمتجهات القاعدة المعيارية ، منها {ex, ey, ez} و {e1, e2, e3} و {i, j, k} و {x, y, z}. تتم كتابة هذه المتجهات أحيانًا بقبعة للتذكير بأنها من متجهات الوحدة ( متجهات الوحدة المعيارية ).
هذه المتجهات هي قاعدة بمعنى أنه يمكن التعبير عن أي متجه آخر كتركيبة خطية منها بشكل فريد. على سبيل المثال ، يمكن كتابة كل متجه v في الفضاء ثلاثي الأبعاد بشكل فريد كالنحو التالي:
{\displaystyle v_{x}\,\mathbf {e} _{x}+v_{y}\,\mathbf {e} _{y}+v_{z}\,\mathbf {e} _{z},}
حيث تكون الكميات العددية vx, vy, vz هي المكونات العددية للمتجه v .
في الفضاء الإقليدي ذو {\displaystyle n} أبعاد {\displaystyle \mathbf {R} ^{n}} ، تتكون القاعدة المعيارية من {\displaystyle n} متجهات مختلفة
{\displaystyle \{\mathbf {e} _{i}:1\leq i\leq n\},}
حيث يشير ei إلى المتجه الذي لديه 1 في الإحداثية عدد {\displaystyle i} و 0 في الإحداثيات الأخرى.
يمكن تعريف القواعد المعيارية لفضاءات متجهية أخرى إذا كان تعريف هذه الفضاءات يتضمن معاملات ، مثل فضاءات متعددات الحدود وفضاءات المصفوفات . في كلتا الحالتين ، تتكون القاعدة المعيارية من عناصر الفضاء التي تكون جميع معاملاتها 0 باستثناء واحد يكون 1. بالنسبة لمتعددات الحدود ، تتكون القاعدة المعيارية من وحيدات الحد وتسمى عادة القاعدة الأحادية الحد . للمصفوفات {\displaystyle {\mathcal {M}}_{m\times n}} ، تتكون القاعدة المعيارية من المصفوفات m × n ذات مكون واحد غير صفري ، والذي يساوي 1. على سبيل المثال ، يتم تشكيل القاعدة المعيارية لمصفوفات 2 × 2 بواسطة المصفوفات الأربع
{\displaystyle \mathbf {e} _{11}={\begin{pmatrix}1&0\\0&0\end{pmatrix}},\quad \mathbf {e} _{12}={\begin{pmatrix}0&1\\0&0\end{pmatrix}},\quad \mathbf {e} _{21}={\begin{pmatrix}0&0\\1&0\end{pmatrix}},\quad \mathbf {e} _{22}={\begin{pmatrix}0&0\\0&1\end{pmatrix}}.}